# Négypettyes katica
A négypettyes katica (Harmonia quadripunctata) a katicabogárfélék családjába tartozó, Eurázsiában honos, levéltetvekkel táplálkozó, fenyőkön élő bogárfaj.

## Megjelenése
A négypettyes katica testhossza 5-6 mm. Testének körvonala felülről ovális, szárnyfedői a legtöbb katicánál kevésbé domborúak. A szárnyfedők csupaszok, fényesek, finoman pontozottak. Színezete, rajzolata igen változatos. Tipikus formájánál a szárnyfedők élénkpirosak, rajtuk hosszanti sárgáspiros sávokkal, 16 (vagy 18) fekete ponttal kétszer 1(2)-3-3-1 elrendezésben. Sok példánynál a pontok többsége hiányzik, csak 2-2 oldalsó pötty marad és az alapszín is lehet sárgás vagy rózsaszínes. A pöttyök néha összeolvadnak, fekete formája ritka. A szárnyfedő oldalsó peremei és a scutellum (pajzsocska) környéke világos. Előtora fehér, 7 nagyobb és néhány kisebb fekete folttal. Testének alsó oldala és végtagjai barnák. 
Lárvája fekete, szemölcseiből erős tüskék állnak ki. Az 1-4 potrohszelvény oldalsó szemölcsei élénk narancssárgák, illetve a 4. szelvény háti tüskéi is narancsszínűek. Bábja világos szürkésbarna, néha rózsás árnyalattal, hat sorba rendeződő fekete pöttyökkel; elülső oldalán hosszú, ferde sávokkal. A testvégen megmaradnak a levedlett lárvabőr tüskés maradványai. 

## Elterjedése
Eurázsiában honos, az Ibériai-félszigettől Közép-Ázsiáig. A Brit-szigeteken 1939-ben észlelték először, behurcolták Észak-Amerikába is.    

## Életmódja
Fenyőkön, elsősorban lucfenyőn él, de előfordul a környező bokrokon és lágyszárú növényeken is, például csalánon vagy zanóton. Márciustól októberig aktív. Mind a kifejlett bogár, mind a lárva ragadozó, levéltetvekkel táplálkoznak. Az imágó a fák kéregrepedéseiben telel át. Természetes ellenségei közé tartozik a katica-gyilkosfürkész.

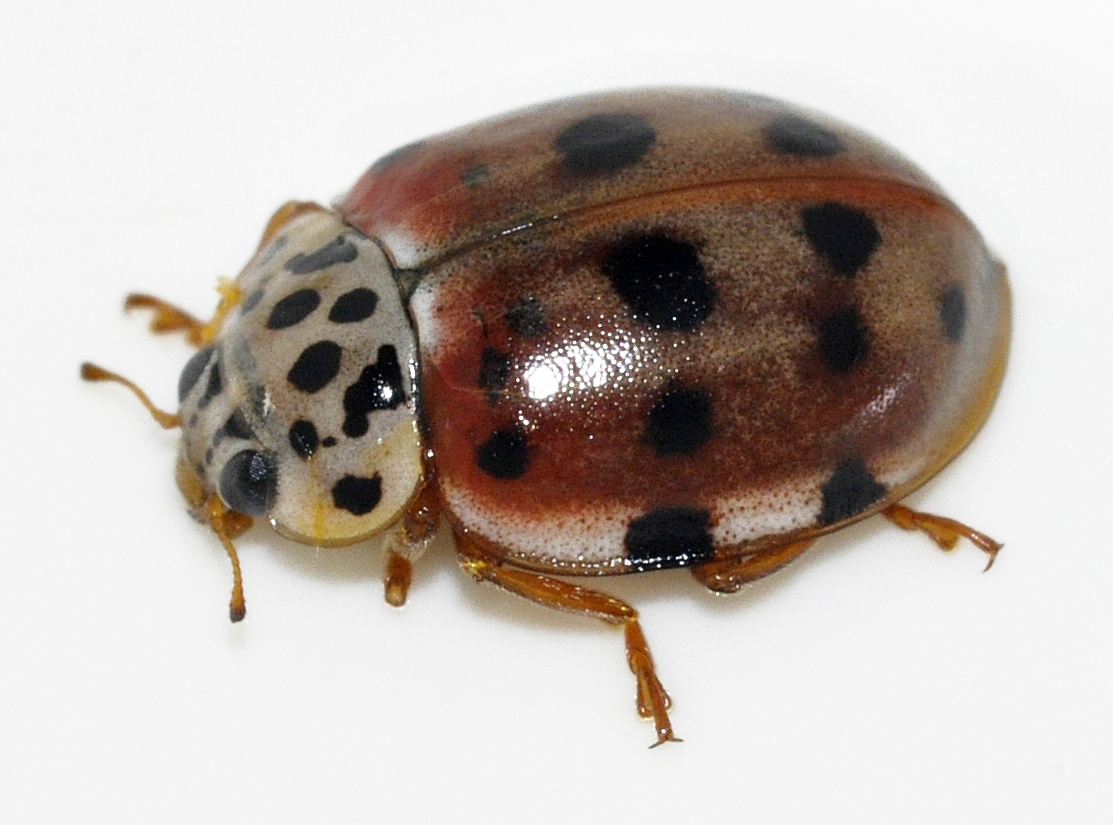
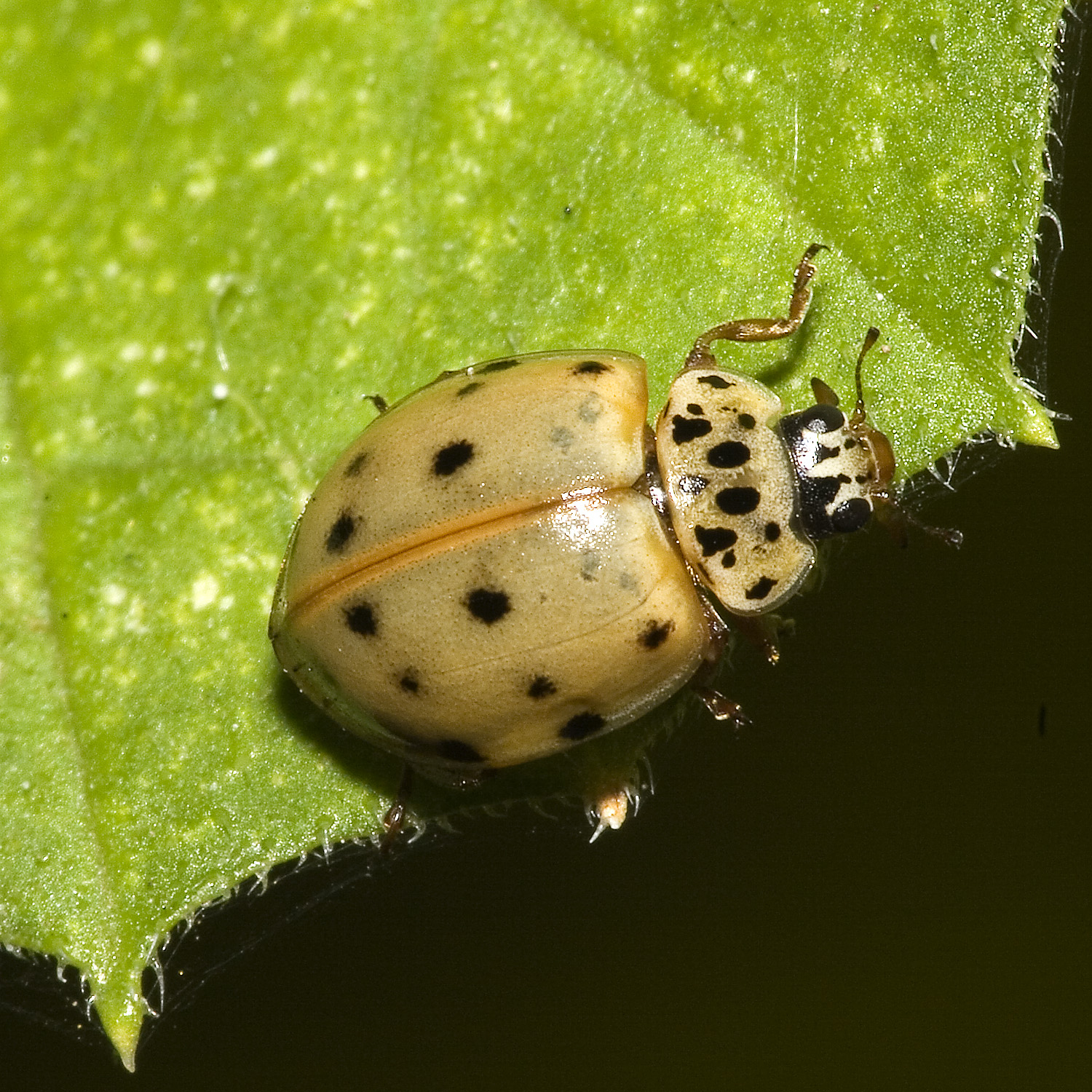
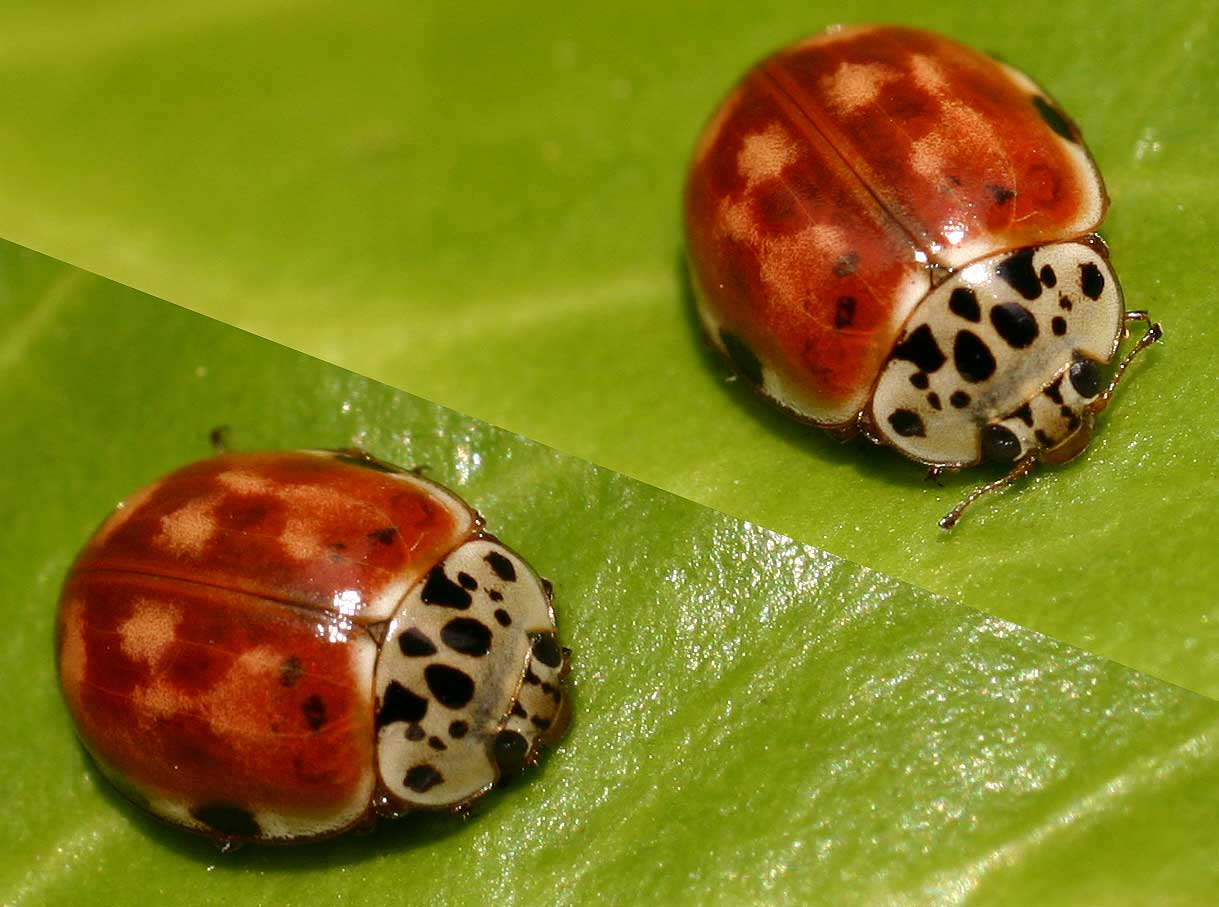
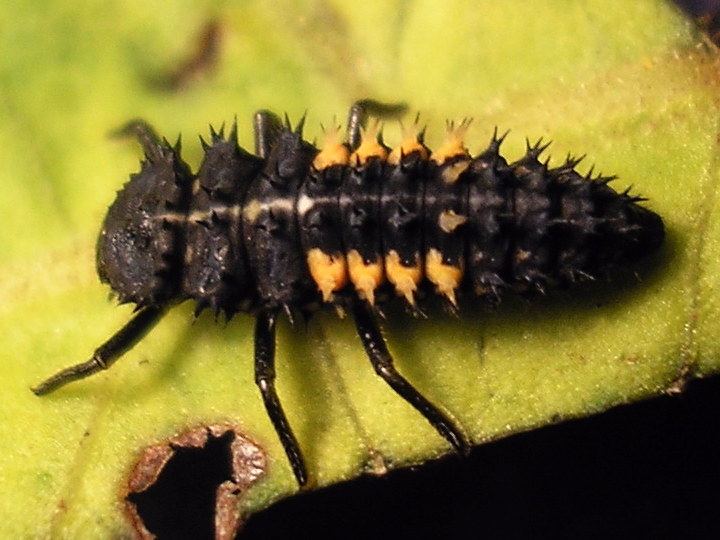
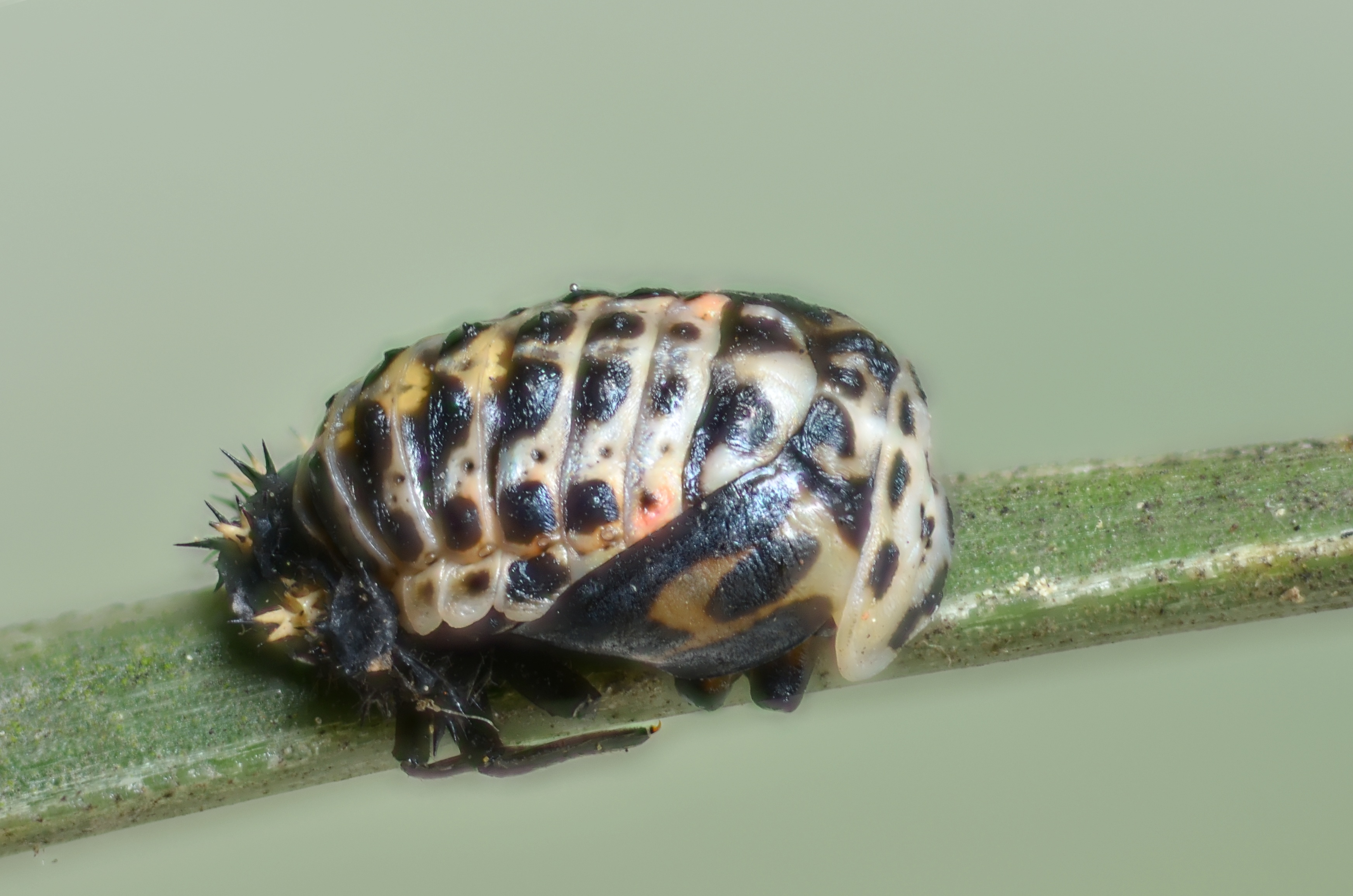

Magyarországon nem védett.